# Dasykaluta rosamondae
Genre
Espèce
Statut de conservation UICN

 LC  : Préoccupation mineure
Dasykaluta rosamondae est une espèce de marsupiaux qui se rencontre en Australie.
C'est la seule espèce du genre Dasykaluta.